# 사랑합시다
《사랑합시다》는 문화방송에서 1981년 9월 14일부터 1982년 6월 24일까지 방영한 일일드라마이다.

## 등장 인물
- 오지명
- 김혜자
- 김용림
- 정애리
- 김영애
- 임예진
- 이덕화
- 강남길
- 송승환
- 이효춘
- 박원숙
- 김애경
- 신민경

## 참고 사항
- 당초 유흥렬 PD가 연출을 맡았지만 창사특집 드라마 이심의 비련기 공동 연출을 맡게 되어 하차한 뒤[1] 박철 PD가 연출을 담당했다.